# Sayed Morad Khan
Sayed Morad Khan, död 1789, var en persisk monark. Han var shah av Persien från 23 januari till 10 maj 1789.  Han tog makten från sin föregångare, Jafar Khan, genom att muta en slavflicka att förgifta honom, och när han låg halvdöd på marken högg de huvudet av honom och kastade det genom fönstret. Jafars son, Lotf Ali Khan, slog ner Sayeds uppror några månader senare och avrättade honom.